# Résolution 2065 de l'Assemblée générale des Nations unies
La résolution A/RES/2065 (XX) de l'Assemblée générale des Nations unies, adoptée le 16 décembre 1965, a reconnu l'existence d'un conflit de souveraineté entre le Royaume-Uni et l'Argentine sur les îles Malouines. Cette résolution reconnut que la question des îles Malouines fait partie d’une situation coloniale qui doit être résolue à la lumière de ce qui a été exprimé dans la résolution 1514 (XV), qui a établi l’objectif d’éliminer toutes les formes de colonialisme. La résolution appelle les parties à résoudre sans retard le conflit de souveraineté, en tenant compte des intérêts des insulaires.

## Histoire
Le 3 janvier 1833, des forces britanniques expulsèrent les autorités et la population argentines établies dans les îles Malouines et commencèrent leur occupation illégale, suscitant ainsi une situation coloniale spéciale sans précédent. Cette usurpation a marqué le début du conflit sur la souveraineté des îles Malouines.
À la fin des années 1950, l’Assemblée générale des Nations unies a décidé de promouvoir un processus mondial de décolonisation.
Le 14 décembre 1960, la résolution 1514 (XV) concernant la « Déclaration sur l'octroi de l'indépendance aux pays et aux peuples coloniaux » a été adoptée par 89 votes pour, aucune vote contre et 9 abstentions, presque toutes des pays colonialistes. Ce document a ouvert la porte à des négociations bilatérales entre l’Argentine et le Royaume-Uni. En quatre points (2, 4, 6 et 7), le texte fait référence à l’essence du problème : le respect de l’autodétermination, de l’unité nationale et de l’intégrité territoriale. Cela fut confirmé l'année suivante par la résolution 1654 (XVI), qui créa ce qui fut connu après la résolution 1810 sous le nom de « Comité spécial des vingt-quatre », chargé de superviser le processus de décolonisation. En particulier, la question des îles Malouines relevait de la compétence du Sous-Comité III.
Au début de la session en septembre 1964, les délégations des deux pays furent autorisées à participer aux débats, mais sans droit de vote. La thèse argentine a été présentée par le conseiller juridique du ministère des Affaires étrangères, José María Ruda, et la thèse britannique par Cecil King. L'échange d'arguments a été houleux et la plupart des membres penchaient en faveur de la position de l'Argentine. La Sous-Comité III a produit un rapport contenant les conclusions des débats, qui contredisaient point par point les arguments du Royaume-Uni.
Le Sous-Comité III a adopté le rapport à l’unanimité et l’a renvoyé au Comité spécial des vingt-quatre. Là, l’argument de l’étape précédente a été répété. Le Royaume-Uni a tenté de porter la question au niveau bilatéral pour empêcher toute nouvelle discussion à ce sujet aux Nations unies. Une fois de plus, la diplomatie argentine a gagné et les membres de l'organisme ont également accepté à l'unanimité les conclusions du rapport reçu. La Syrie a présenté une motion supplémentaire visant à ce que le mot « Malvinas » apparaissent à côté des mots « Falkland Islands » dans tous les documents officiels de l'organisme, qui a été adoptée par 19 votes pour, le Royaume-Uni contre et deux abstentions. Le nouveau rapport a ensuite été renvoyé à la Quatrième Commission des questions coloniales de l’Assemblée générale pour discussion, où il était prévu qu’il soit examiné l’année suivante.
Après l'adoption du projet de résolution par 87 votes pour et 13 abstentions, le 16 décembre 1965, l'Assemblée générale a adopté la résolution 2065 (XX) sur la base du rapport de la Quatrième Commission par 94 votes pour, aucune vote contre et 14 abstentions. Le texte propose formellement que les deux gouvernements mènent des négociations sur la souveraineté conformément aux points susmentionnés du rapport du Sous-Comité III. Il établit essentiellement que les îles Malouines ne peuvent être décolonisées sur la base du principe d’autodétermination et demande aux deux parties de faire rapport au Comité spécial des vingt-quatre et à l’Assemblée générale sur l’avancement des négociations.
Après l’adoption de la résolution 2065, le Royaume-Uni a tenté d’inclure une référence explicite au droit à l’autodétermination dans ce qui est devenu plus tard la résolution 40/21 du 27 novembre 1985, mais l’Assemblée générale des Nations unies l’a rejetée catégoriquement. La raison est simple : contrairement aux cas habituels de colonialisme, c’est-à-dire l’assujettissement d’un peuple entier par une puissance européenne, la question des îles Malouines implique le déplacement d’un jeune État indépendant d’une partie de son territoire et de sa population par la puissance coloniale la plus puissante de l’époque,.

## Vote
Le résultat du vote était le suivant :
Pour : Brésil, Bulgarie, Birmanie, Burundi, République socialiste soviétique de Biélorussie, Cameroun, République centrafricaine, Ceylan, Chili, Chine, Colombie, Congo (Brazzaville), Congo (République démocratique du), Costa Rica, Cuba, Tchécoslovaquie, Dahomey, République dominicaine, El Salvador, Éthiopie, Gabon, Ghana, Grèce, Guatemala, Guinée, Haïti, Honduras, Hongrie, Inde, Iran, Irak, Irlande, Israël, Italie, Côte d'Ivoire, Jamaïque, Japon, Jordanie, Kenya, Koweït, Liban, Libéria, Libye, Luxembourg, Madagascar, Malawi, Malaisie, Maldives, Mali, Mauritanie, Mexique, Mongolie, Maroc, Népal, Nicaragua, Niger, Nigéria, Pakistan, Panama, Paraguay, Pérou, Philippines, Pologne, Roumanie, Rwanda, Arabie saoudite, Sénégal, Sierra Leone, Somalie, Espagne, Soudan, Syrie, Thaïlande, Togo, Trinité-et-Tobago, Tunisie, Turquie, Ouganda, République socialiste soviétique d'Ukraine, Union des Républiques socialistes soviétiques, République arabe unie, République unie de Tanzanie, Haute-Volta, Uruguay, Venezuela, Yémen, Yougoslavie, Zambie, Afghanistan, Algérie, Argentine, Autriche, Belgique, Bolivie.
Au total, 87 % des membres des Nations unies ont voté en faveur de cette résolution.
Contre : Néant.
Abstentions : Canada, Danemark, Finlande, France, Islande, Pays-Bas, Nouvelle-Zélande, Norvège, Portugal, Afrique du Sud, Suède, Royaume-Uni, États-Unis, Australie.
Absents : Neuf pays.

## Résolution 2065 (XX)
La résolution 2065 (XX) précise clairement les points suivants : en premier lieu, il existe un différend au sujet de la souveraineté sur les îles Malouines; en deuxième lieu, ce différend oppose deux parties, et rien qu’elles, à savoir les Gouvernements de la République argentine et du Royaume-Uni; en troisième lieu, ce différend doit être réglé par des négociations entre les deux gouvernements, et c’est là la seule façon de mettre fin à une situation coloniale; en quatrième lieu, les deux parties doivent tenir compte, dans la recherche de cette solution, des intérêts de la population des îles Malouines, ce qui exclut l’application du principe de l’autodétermination. Il convient de rappeler qu’en 1985, l’Assemblée générale a pris une position claire à cet égard lorsqu’elle a rejeté deux amendements britanniques visant à inclure ce principe dans le projet de résolution pertinent,.
La résolution 2065 (XX) de l’Assemblée générale exclut l’application du principe d’autodétermination aux îles Malouines car, si l’existence du conflit de souveraineté est acceptée, l’application du paragraphe 2 de la résolution 1514 (XV) va à l‘encontre du paragraphe 6, puisque concéder l’autodétermination aux habitants des îles signifierait violer l’intégrité territoriale de la République argentine. En outre, la référence aux « intérêts » de la population, et non à leurs « désirs », contenue dans la résolution 2065 (XX), confirme que le droit à l’autodétermination n’est pas applicable aux îles Malouines, puisque la population est britannique, y a été transplantée dans le but d’établir une colonie, et n’a jamais été assujettie ou conquise par une puissance coloniale, comme l’exige la résolution 1514 (XV). Le Royaume-Uni a violé l’intégrité territoriale de la République argentine en occupant de force une partie de son territoire et en transférant ensuite sa propre population vers les îles. Le droit à l’autodétermination s’applique à des peuples autres que celle de la puissance coloniale, qui sont victimes de l’oppression, de la domination et de l’exploitation étrangères. Le droit à l’autodétermination ne peut être proposé à une population qui n’est pas légalement propriétaire du territoire. Étant donné que les insulaires ont été délibérément réinstallés par la puissance coloniale pour servir ses intérêts, ils ne constituent pas une tierce partie dans ce conflit. La population est issue de l’occupation des îles Malouines par la puissance coloniale en 1833, laquelle a expulsé les autorités légitimes et la population argentine originelle et les a remplacées par des sujets britanniques, avant d’imposer une politique migratoire discriminatoire qui a entravé le retour des Argentins qui y vivaient à l’origine et l’installation ultérieure de citoyens argentins. Pour cette raison, les insulaires ne sont pas un peuple, au sens légal du terme. Par conséquent, la question des îles Malouines porte sur un territoire colonisé et non sur un peuple colonisé.
Au paragraphe 6 de la résolution 1514 (XV), l’Assemblée générale déclare que « toute tentative visant à détruire partiellement ou totalement l’unité nationale et l’intégrité territoriale d’un pays – en l’occurrence la République argentine – est incompatible avec les buts et les principes de la Charte des Nations Unies ». Dans la question des îles Malouines, face à l’atteinte portée par une action impérialiste du XIXe siècle à la souveraineté et à l’intégrité territoriale d’une république indépendante, l’Argentine, reconnue par le Royaume-Uni lui-même, le principe de l’intégrité territoriale l’emporte sur celui de l’autodétermination.
En résumé:
- L’existence d’un différend sur la souveraineté des îles entre l’Argentine et le Royaume-Uni a été reconnue.
- La résolution 1514 s’applique au territoire (et non à la population) des îles Malouines.
- Le droit à l’autodétermination ne s’applique pas à la population des îles Malouines.
- Il a été conseillé au Comité spécial d’inviter les deux parties à des négociations qui prendraient en compte les intérêts (et non les désirs) des insulaires.